# Rock and Roll Heart
Rock and Roll Heart ist das siebte Solo-Studioalbum des amerikanischen Rockmusikers Lou Reed, das im November 1976 als sein erstes Album bei Arista Records erschien. Alleiniger Produzent war Reed.

## Produktion
Der Saxophonist Marty Fogel stieß neu zur Begleitband hinzu. Zusammen mit dem Keyboarder Michael Fonfara und dem Schlagzeuger Michael Suchorsky prägt er auch den Sound von Reeds nächsten Studioalben.
Das Albumcover wurde von Mick Rock gestaltet.

## Songs
Arista-Gründer Clive Davis sah in Rock and Roll Heart Hitpotenzial. Dennoch konnte Davis Reed nicht davon überzeugen, wenigstens die vielversprechendsten Titel für das Radio „aufzuhübschen“. Wie schon ein Jahr zuvor, als sich Reed weigerte, mit RCA einen Kompromiss über Metal Machine Music einzugehen, folgte Reed lieber seiner Muse als dem Geld.
Den Song A Sheltered Life hatten The Velvet Underground auf einem Demo aufgenommen, er wurde aber zuvor noch nie auf Schallplatte veröffentlicht.

## Rezeptionen
Rock and Roll Heart erhielt gemischte Kritiken. Mark Deming von AllMusic meinte, auch wenn das Album wie „Lou Reed light“ klingt, würde es mehr als nur ein paar Anzeichen von Reeds unbestreitbarem Talent darauf geben. Stephen Thomas Erlewine, Senior Editor von AllMusic, hielt das Album für musikalisch ansprechend, aber eine Reihe der Songs würden nicht an die sanften, menschlichen Lieder heranreichen, die den Kern von Coney Island Baby bildeten. Robert Christgau schrieb, dass Reed manchmal klinge, als imitiere er seinen schlimmsten Feind, sich selbst. Für Cashbox war es ein zufriedenstellendes Album von einem neuen, selbstbewussten Reed.

## Tour und Tourtechnik
Die Rock and Roll Heart-Tour zum Album – Reeds erste Tour seit über einem Jahr – begann am 21. Oktober 1976 in Milwaukee. Dort wurde erstmalig die Umsetzung einer Idee von Reed und Johnny Podell, seinem neuen Manager, gezeigt: eine Multi-TV-Videokulisse im hinteren Teil der Bühne, bestehend aus 44, zu je 4 Stück gestapelten, Schwarz-Weiß-Fernsehgeräten. Zwei Videorecorder für das 1/2 Zoll Format spielten u. a. Experimentalfilme in Endlosschleife ab, die auf je zwei Fernsehgeräten pro TV-Stapel zu sehen waren. Es gab keine zusätzliche Hintergrundbeleuchtung auf der Bühne.
Die benötigte Technik entwarf das New Yorker Unternehmen Adwar Video Corp. Im Laufe der Tour waren bis zu 48 Fernsehgeräte auf der Bühne im Einsatz, und weitere 12 als Ersatz vorhanden. Ab September 1977 wurde diese Kulisse nicht mehr verwendet, denn die Technik hielt den Touranforderungen nicht auf Dauer stand. Kommentar von Reed, rückblickend im Jahr 2012: „Ich werde das nie wieder tun, es hat ein Vermögen gekostet.“
Die gezeigten Aufnahmen sind das Ergebnis von iterativen Experimenten, die damit begannen, dass Reed im Fernsehen einen Schwarz-Weiß-Film sah und an der Vertikal-Einstellung drehte. Ergebnis war ein horizontal ablaufender Stroboskopeffekt, unter dem das ursprüngliche Bild nur noch schwer zu erkennen war. Dann filmte er den Fernsehbildschirm in dieser Konfiguration, spielte das Band auf demselben Fernsehgerät ab und wiederholte den Vorgang. Das daraus resultierende Bild sah, wenn es gleichzeitig auf Fernsehern über die gesamte Breite einer Rockbühne angezeigt wurde, wie Reed es 2012 selbst formulierte, „wie verrückte Eiswürfel hinter mir“ aus.
Die Tour führte durch zwanzig Städte in den USA, gefolgt von zwei Europatourneen und einer Tour durch Australien und Neuseeland, bis sie im November 1977 zu Ende ging. Pro Auftritt wurden bis zu 6 Titel von Rock And Roll Heart gespielt.

## Titelliste
Alle Titel wurden von Lou Reed geschrieben.
Erste Seite
1. I Believe In Love – 2:45
2. Banging On My Drum – 2:03
3. Follow The Leader – 2:08
4. You Wear It So Well – 4:30
5. Ladies Pay – 4:15
6. Rock And Roll Heart – 3:00

Zweite Seite
1. Chooser And The Chosen – 2:45
2. Senselessly Cruel – 2:03
3. Claim To Fame – 2:37
4. Vicious Circle – 2:47
5. A Sheltered Life – 2:15
6. Temporary Thing – 5:19